# Gál Ferenc (bélyegtervező)
Gál Ferenc (1913–1986) magyar grafikus, bélyegtervező. Tevékenységének fő területei a bélyegtervezés, a rézmetszés, a rézkarc és a kisgrafika. Nagy Zoltán tanítványa volt. Különösen sportbélyegtervei kiemelkedőek. Neve 1965-ig Gáll Ferencként, ezt követően Gál Ferencként jelent meg a bélyegeken.

## Életpályája
Felmenői nyomdászok voltak. A felsőfokú nyomdaipari szakiskolában tanult tipográfiát és grafikát. Alapismereteit a Pallas Nyomdában szerezte meg. 30 éves korában került a Pénzjegynyomdához. 1951 és 1981 között 176 postabélyeget és 26 portóbélyeget alkotott.

## Munkái
- Első bélyege az 1951-es Virágok sorozat 40 filléres címlete volt.
- Az 1953-as Népstadion sorozatot együtt tervezte Vertel Józseffel.
- 1954-ban egyedül tervezte a Repülő sorozatot (3 érték).[1]

## Díjai, elismerései
- A Repülő sorozat 60 filléres névértékű (a Pilis vitorlázógépet ábrázoló) címlete Rómában elnyerte az év legszebb aviatikai témájú bélyeg címét.
- Ezüstgerely díj (1963; a Műkorcsolya- és jégtánc-Európa-bajnokság 3 Ft-os címletéért).
- Ezüstgerely díj (1966; az Atlétikai Európa-bajnokság sorozatért).
- Az év legszebb bélyege díj (1967).